# Always Goodbye
 Always Goodbye és una pel·lícula estatunidenca dirigida per Sidney Lanfield, estrenada el 1938.

## Argument
Margot Weston, una dona sense recursos econòmics ha de renunciar al seu fill il·legítim. Anys després, convertida en una milionària dissenyadora de modes, el recuperarà com a madrastra.

## Repartiment
- Barbara Stanwyck: Margot Weston
- Herbert Marshall: Jim Howard
- Ian Hunter: Phillip Marshall
- Cesar Romero: Comte Giovanni 'Gino' Corini
- Lynn Bari: Jessica Reid
- Binnie Barnes: Harriet Martin
- Johnny Russell: Roddy Weston Marshall
- Mary Forbes: Tia Martha Marshall
- Albert Conti: Modista Benoit
- Marcelle Corday: Infermera
- Franklin Pangborn: Venedor de Bicicletes

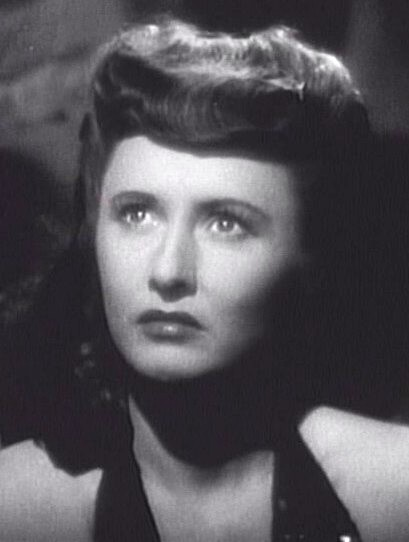
Barbara Stanwyck, la protagonista

- Ben Welden: Taxista
- Eddie Conrad: Perruquer